# Альошинський сільський округ
Альо́шинський сільський округ (каз. Алешин ауылдық округі, рос. Алёшинский сельский округ) — адміністративна одиниця у складі Мендикаринського району Костанайської області Казахстану. Адміністративний центр — село Молодіжне.
Населення — 1202 особи (2021; 1531 у 2009, 2343 у 1999, 2822 у 1989).
Станом на 1989 рік існувала Альошинська сільська рада (села Альошинка, Лугове, Тюлеген, селища Алкау, Басагаш, Молодіжний).

## Склад
До складу округу входять такі населені пункти:
| Населений пункт | Старі назви | Населення, осіб (1989) | Населення, осіб (1999) | Населення, осіб (2009) | Населення, осіб (2021) |
| --------------- | ----------- | ---------------------- | ---------------------- | ---------------------- | ---------------------- |
| Алкау, село     | -           | 155                    | 183                    | 162                    | 100                    |
| Альошинка, село | -           | 452                    | 466                    | 378                    | 286                    |
| Басагаш, село   | -           | 124                    | 113                    | -                      | -                      |
| Лугове, село    | -           | 175                    | 4                      | -                      | -                      |
| Молодіжне, село | Молодіжний  | 1719                   | 1529                   | 991                    | 816                    |
| Тулеген, село   | Тюлеген     | 197                    | 48                     | -                      | -                      |